# (314) Розалия
(314) Розалия (лат. Rosalia) — небольшой астероид главного пояса, который открыл 1 сентября 1891 года французский астроном Огюст Шарлуа в обсерватории Ниццы. Происхождение названия неизвестно.

Орбита астероида Розалия и его положение в Солнечной системе
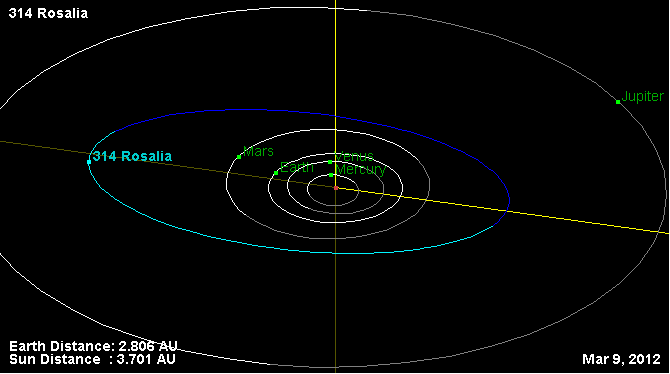
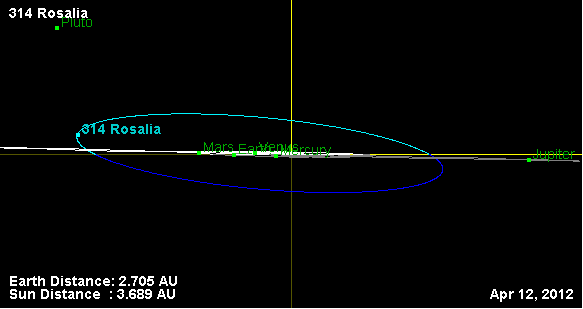